# Ярко Йованович
Ярко Йованович Ягдіно (serb. Жарко Йованович; народився 26 грудня 1925 року у Батайниці, помер 26 березня 1985 року у Парижі) — сербський музикант і композитор ромського походження. Віртуоз гри на балалайці, він створив гімн ромської громади — «Джелем, Джелем». Член музичного гурту Ансамбль Ярека Йовановича, секретаря з питань культури Міжнародного комітету ромів.

## Життєпис
Йованович народився в районі Батайниця на околиці Белграда у 1925 році. Під час Другої світової війни він був в'язнем трьох концтаборів. Згодом вступив до Національно-визвольної армії Югославії. Під час війни Йованович втратив більшу частину сім'ї. Він переїхав до Парижа 21 лютого 1964 року. Йованович був відомим ромським активістом. Він брав участь у перших двох конгресах ромів: у 1971 році поблизу Лондона та в 1978 році у Женеві. На ІІ Конгресі ромів він став міністром ромської культури. Під час перебування у Франції він став відомим завдяки грі на балалайці, російському народному інструменті. Йованович помер у Парижі в 1985 році.
Має трьох синів: Слободана, Петра та Драгомира.